# 大麦坚黑粉菌
大麦坚黑粉菌（学名：Ustilago hordei）是属于黑粉菌目黑粉菌科黑粉菌属的一种真菌，寄生在大麦等禾本科植物上，可引起大麦坚黑穗病。该种分布于全世界各地。